# Lavongai

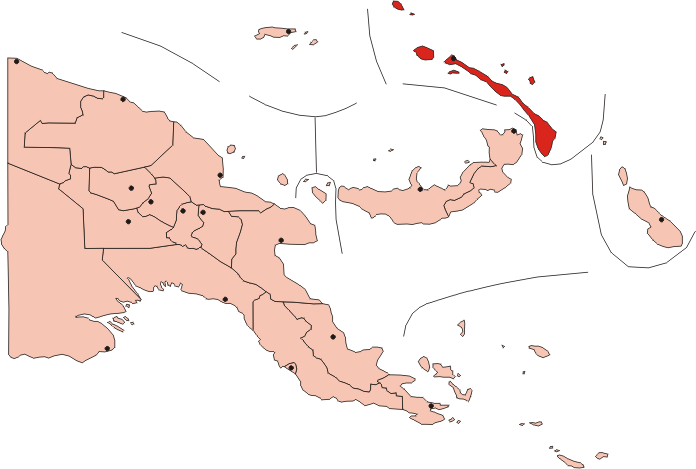
New Ireland översikskarta

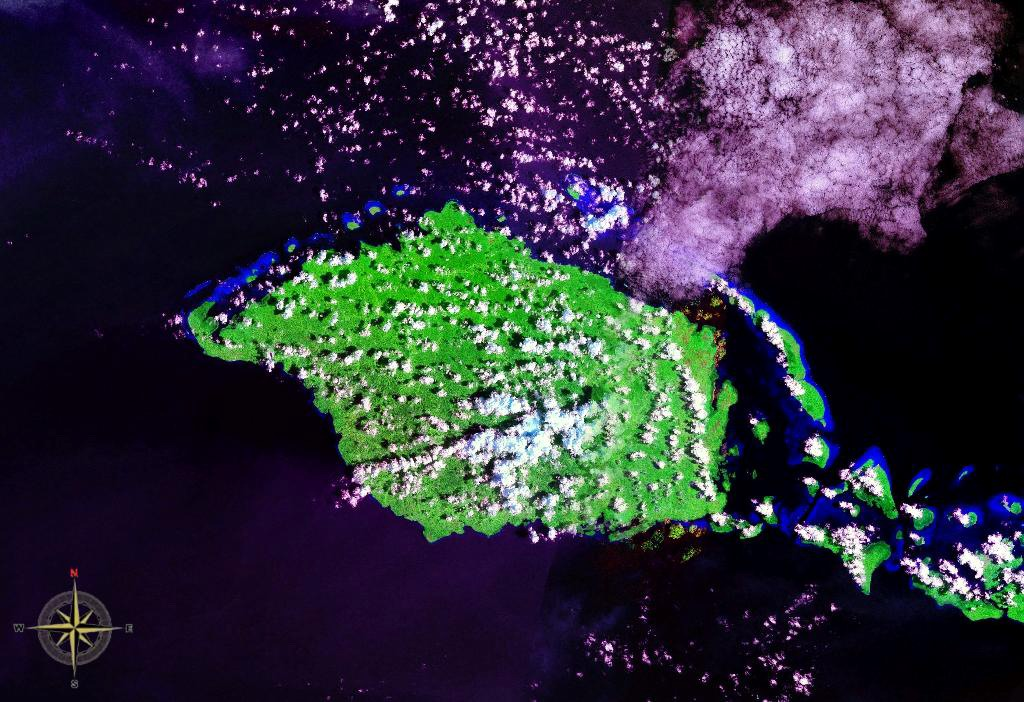
Lavongai / New Hanover

Lavongai eller New Hanover (tidigare Neuhannover) är en ö i Bismarckarkipelagen i västra Stilla havet och tillhör Papua Nya Guinea.

## Geografi
Lavongai utgör en del av New Ireland provinsen och ligger cirka 750 km nordöst om Port Moresby och cirka 50 km nordväst om huvudön Niu Ailan. Dess geografiska koordinater är 2°31′ S och 150°14′ Ö.
Ön är av vulkaniskt ursprung och har en area om ca 1.190 km² och är cirka 58 km lång och 31 km bred. Den högsta höjden ligger i Tirpitzbergen på cirka 960 m ö.h.
Befolkningen uppgår till cirka 5.000 invånare främst fördelade på byar längs kusten och öns inre täcks till största del av regnskog. Huvudorten Umbukul ligger på öns västra del.
Lavongai omges av en rad småöar och revområden med
- Kung Islands på den nordvästra sida, största öar Donung, Kung och Neitap.
- East Islands på den östra sidan i sundet mot Niu Ailan, största öar East, Tsalui och Tsoilaunung.

## Historia
Ön har troligen bebotts av melanesier sedan cirka 1500 f.Kr. Den "upptäcktes" av nederländske kaptenerna Jacob Le Maire och Willem Corneliszoon Schouten år 1616 men först 1767 förstod Philip Carteret att detta var en egen ö.
Området hamnade 1885 under tysk överhöghet som del i Tyska Nya Guinea varpå ön döptes om till Neuhannover och hela området till Bismarckarkipelagen. Området förvaltades till en början av handelsbolaget Neuguinea-Compagnie.
Efter första världskriget hamnade området under australiensisk kontroll och Australien fick senare även officiellt mandat för hela Bismarckarkipelagen av Förenta Nationerna. 
1942 till 1945 ockuperades området av Japan men återgick sedan till australiensisk förvaltningsmandat tills Papua Nya Guinea blev självständigt 1975.